# Colonia Crespo
Colonia Crespo é uma junta de governo da província de Entre Ríos, na Argentina.